# NGC 6348
NGC 6348 este o galaxie situată în constelația Hercule. A fost descoperită în 29 iunie 1880 de către Édouard Stephan⁠(d).